# Nomoclastes quasimodo
Nomoclastes quasimodo is een hooiwagen uit de familie Stygnidae.